# Porpuh
Porpuh (njemački: Purbach am Neusiedler See ili Purbach am See, mađarski: Feketeváros) je grad u austrijskoj saveznoj državi Gradišće, administrativno pripada Kotaru Željezno-okolica. Grad se nalazi na zapadnoj obali Nežiderskog jezera.

## Stanovništvo
Porpuh prema podacima iz 2011. godine ima 2.726 stanovnika. 1910. godine je imao 1.923 stanovnika većinom Nijemca.

## Vanjske poveznice
- Internet stranica naselja  Arhivirana inačica izvorne stranice od 24. travnja 2011. (Wayback Machine)